# کمازان
کمازان، روستایی از توابع بخش زند شهرستان ملایر در استان همدان ایران است. 

## جمعیت
این روستا در دهستان کمازان علیا قرار دارد و براساس سرشماری مرکز آمار ایران در سال ۱۳۹۵، جمعیت آن ۴۸۷ نفر (۱۸۳خانوار) بوده‌است.